# 生态水文学
生态水文学是生态学和水文学的交叉学科，主要研究地球上水和生态系统相互作用关系。这些相互作用过程可能发生在河流、湖泊、湿地等水体中或者森林、草地、荒漠等陆地生态系统中。生态水文学的重点研究领域是环境中植物-水分相互作用，包括蒸腾、植物水分利用策略、植物对水环境的适应、植被对河流流量和功能的影响，以及生态生理过程与水文循环之间的相互作用机制。

## 核心概念
水循环：是指地球上的水分通过蒸散发、水汽输送、降水、下渗、径流等过程不断转化、迁移的现象，又称水分循环或水文循环。水循环由海洋的、大陆的以及各种不同尺度的局部循环系统组成，它们相互联系、周而复始，形成庞大而复杂的动态系统。水文循环的范围，向上伸展到大气层约15km高，向下深入到地壳平均约1.0km深之间的大气圈、岩石圈和生物圈中。
蒸散发：包括蒸腾和蒸发两个过程，其中蒸腾作用是指水汽通过气孔向大气扩散的过程，包括水汽在气孔腔和细胞间隙叶肉表面的蒸发和水汽由气孔腔经气孔向大气扩散两个过程；蒸发则是生态系统内部植物体外部分的水分（如林冠截留水）的散失。植被生态系统通过蒸散发失水。
光合作用：绿色植物在光能的参与下，利用二氧化碳和水生成有机物的过程，二氧化碳和水在此过程中发生微观尺度上的耦合。
水分利用效率（英文：Water-use efficiency）：是指单位水量通过植物叶片蒸腾耗散时所能同化的光合产物量，或指植被光合作用生产的干物质(净初级生产力，NPP)与蒸散发(ET) 所消耗的水分之比，反映了植物光合固碳与耗水之间的关系。
生态水文学家同时研究陆地和水生生态系统。在陆地生态系统（如森林、湿地、荒漠和稀树草原）中，植被与地表水、包气带水和地下水之间的相互作用关系机理是研究重点。在水生生态系统（如河流、溪流、湖泊和湿地）中，重点放在水化学、地貌以及水文如何影响它们的结构和功能。

### 基本原则
生态水文学的基本原则可以由以下三个有联系的部分组成:
1. 水文学:流域的水文循环的量化，应该是水文和生物过程的功能整合的标准模式。
2. 生态学:在流域尺度的综合过程中可以转向以这样的方式来提高流域的承载能力和生态系统服务功能。
3. 生态工程: 水文和生态过程的调控基于集成系统的方法，因此可以是综合流域管理的新工具。

它们作为可检验假设的表达式(Zalewski et al.,1997)为：
- H1: 水文过程一般会影响生物
- H2: 生物可以成为一种影响水文过程的工具
- H3: 这两种影响 (H1&H2) 可以被整合进水文技术的基础设施中以实现可持续的水资源和生态系统服务。

### 植被与水分胁迫
生态水文学的一个基本概念是，植物生理学与水分的供应直接相关。对于有充足水分供应的地方，如雨林，植物生长则更依赖于养分供应。然而，在半干旱气候区, 比如非洲的疏林草原, 植被类型和分布直接与植物能够从土壤中获得的水量相关   。当土壤水分不足时，就会发生水分胁迫的情况。植物在水分胁迫下通过包括关闭气孔在内的一系列响应同时减弱它们的蒸腾作用和光合作用。这种在林冠水和二氧化碳通量 可能会对局地气候和天气产生影响 。

### 土壤水分动态
土壤水分是一个通用术语，描述存在于包气带或地面以下不饱和土壤中的水量。由于植物依靠这种水进行关键生物过程，所以土壤水分是不可或缺的生态水文学的研究对象。 
土壤水分通常用含水量, {\displaystyle \theta },或者饱和(化学), {\displaystyle S}来描述。这些项与孔隙度相关, {\displaystyle n}, 公式为 {\displaystyle \theta =nS}.  土壤水分随时间的变化被称为土壤水分动态。

### 时空尺度
时间尺度可划分为日尺度、季节尺度和年份尺度。在日的尺度上，研究土壤水分波动对植物的胁迫作用情况；在季节尺度，研究降水和生长季节是否在同一时期及其植被类型、格局的变化等；在年份尺度，分析年份间降水波动对生态系统结构和功能的影响。
空间尺度一般包括局部尺度、流域尺度和大陆尺度。在局部尺度上，土壤的有效深度不同, 对降雨将产生不同的响应, 进一步的对植物产生水分胁迫的程度不同。地形对于土壤水的空间分布可能是很重要的。另外坡度和地貌也控制着当地的净辐射输入, 因此也影响土壤水的变化。在流域尺度上，侧重于降雨、土壤水、流域几何学特征和植被之间的相互关系研究; 在大陆尺度上，则应包括对气候土壤植被整个系统的研究。

## 生态水文模型

### 微观尺度
生态水文学的一个基本公式是在景观微观尺度的水平衡。一种水平衡指出进入土壤的水量必须等于土壤的失水量加上存储于土壤中的水的变化量。水平衡有四个主要组成部分：降水进入土壤的入渗量，蒸散发，渗漏水进入土壤深处无法被植物利用的部分，以及地表径流。方程如下： 
{\displaystyle nZ_{r}{\frac {ds(t)}{dt}}=R(t)-I(t)-Q[s(t),t]-E[s(t)]-L[s(t)]}
方程左边描述了根部的总水量。这部分水量可被植物利用，其体积等于土壤孔隙度({\displaystyle n}) 乘以其饱和度({\displaystyle s})和植物根的深度({\displaystyle Z_{r}})。微分方程 {\displaystyle ds(t)/dt} 土壤饱和度随时间的变化。 方程右边的部分描述了降雨({\displaystyle R})、林冠截留({\displaystyle I})、径流 ({\displaystyle Q})、蒸散发({\displaystyle E})和渗漏({\displaystyle L})，单位（mm/d）。

### 流域尺度
Penman-Monteith公式以能量平衡方程和水汽扩散理论为基础，同时考虑作物生理特征和空气动力学参数的变化，是计算区域蒸散发最常用的方法之一，也被联合国粮食及农业组织推荐作为计算参考蒸散发的方法。詳見Penman Monteith公式。